# Templo Dian'an
El Templo Dian'an de Beidou (pinyin, Běidǒu Diànān Gōng) es un templo ubicado en la localidad de Beidou, condado de Changhua, Taiwán. El templo está dedicado a la diosa del mar Mazu, que es la forma deificada de Lin Moniang.

## Historia
La historia de Dian'an se remonta a la de otro templo en Dongluo conocido como Templo Tianhou (actualmente Jioumei en la localidad de Xizhou). Las fuentes no están de acuerdo de cuándo se fundó el Templo Tianhou (en 1684 o en 1718), pero el templo pequeño era uno de los primeros templos dedicados a Mazu en el sur de Changhua y tuvo un público devoto. A fines del siglo XVIII, Dongluo sufrió daños considerables debido a inundaciones y a los conflictos entre los habitantes de Quanzhou y Zhangzhou. Por eso, en 1806, el Templo Tianhou se trasladó desde el norte en Dongluo hasta su ubicación hoy en día en Beidou, que estaba en una posición más elevada, y fue rebautizado como Templo Dian'an.
En 1983, a pesar de ser un monumento protegido de nivel tres, el Templo Dian'an requería reparaciones urgentes, lo que llevó a intensos debates sobre cómo preservar el edificio. En 1985 se construyó una sala posterior y en 1988 el templo original se desmanteló y trasladó al Parque Cultural de Taiwán, una atracción turística en la localidad de Huatan. Ese mismo año el estado de monumento protegido del tempo fue revocado. Más adelante, entre 1989 y 2003, se construyó un nuevo templo en la ubicación original.
Por su parte, el Parque Cultural de Taiwán sufrió daños graves después del terremoto de Chichi de 1999 y se cerró al público. Sin embargo, el Templo Dian'an no fue destruido, pero el cierre del parque trajo como consecuencia que quedara desprotegido. El 1 de julio de 2013 el Templo Dian'an original volvió a ser designado como edificio histórico como un primer paso para la preservación del mismo. En noviembre de 2020, el Gobierno del Condado de Changhua reunió a un comité para reconstruirlo en el estacionamiento del actual Templo Dian'an.

## Arquitectura
El Templo Dian'an moderno en Beidou es único porque contiene un mercado en la sala posterior. Durante la construcción del edificio, el templo carecía de fondos para completar el edificio, por lo que reservaron un espacio para vendedores del mercado para obtener ingresos adicionales para el templo. Después de los daños causados por el terremoto de Chichi de 1999, el marcado fue renovado y terminado en 2016.